# Bibliografia lui Stephen King
Bibliografia lui Stephen King este o listă completă de cărți publicate de Stephen King. Pentru lucrări individuale mai scurte, vezi: ficțiune scurtă de Stephen King. Cărți care au referințe la seria Turnul Negru (fie ca personaje, locuri, evenimente sau, în cazul colecțiilor de povestiri, o poveste sau două) sunt notate cu +. Numărul de pagini din tabel se referă la prima ediție în limba engleză (cu excepția The Green Mile, publicat inițial în șase volume paperback; numărul de pagini reflectă prima ediție tipărită în limba engleză). Toate datele din tabel, cu excepția coloanei cu titlul în limba română se referă la edițiile în limba engleză.
| Titlu original                                               | În română                                  | An   | Tip                      | Pag. | Note                                                                               |
| ------------------------------------------------------------ | ------------------------------------------ | ---- | ------------------------ | ---- | ---------------------------------------------------------------------------------- |
| Carrie                                                       | Carrie                                     | 1974 | roman                    | 199  |                                                                                    |
| 'Salem's Lot                                                 | 'Salem's Lot                               | 1975 | roman                    | 439  | World Fantasy Award nominee, 1976 +                                                |
| The Shining                                                  | Strălucirea (roman)                        | 1977 | roman                    | 447  |                                                                                    |
| Rage                                                         |                                            | 1977 | roman                    | 211  | ca Richard Bachman                                                                 |
| Night Shift                                                  |                                            | 1978 | colecție                 | 336  |                                                                                    |
| The Stand                                                    | Apocalipsa                                 | 1978 | roman                    | 823  | Original edition World Fantasy Award nominee, 1979 +                               |
| The Long Walk                                                | Marșul cel lung                            | 1979 | roman                    | 384  | ca Richard Bachman                                                                 |
| The Dead Zone                                                | Zona moartă                                | 1979 | roman                    | 428  | Locus Award nominee, 1980                                                          |
| Firestarter                                                  |                                            | 1980 | roman                    | 426  | British Fantasy Award nominee, 1981                                                |
| Roadwork                                                     |                                            | 1981 | roman                    | 274  | ca Richard Bachman                                                                 |
| Danse Macabre                                                |                                            | 1981 | non-fiction              | 400  | Hugo Award winner, 1982                                                            |
| Cujo                                                         |                                            | 1981 | roman                    | 319  | British Fantasy Award winner, 1982                                                 |
| The Running Man                                              | Fugarul                                    | 1982 | roman                    | 219  | ca Richard Bachman                                                                 |
| The Dark Tower: The Gunslinger                               | Turnul întunecat: Pistolarul               | 1982 | roman                    | 224  |                                                                                    |
| Creepshow                                                    |                                            | 1982 | benzi desenate           | 64   | ilustrativi de Bernie Wrightson                                                    |
| Different Seasons                                            | Anotimpuri diferite                        | 1982 | colecție                 | 527  |                                                                                    |
| Christine                                                    | Christine                                  | 1983 | roman                    | 526  |                                                                                    |
| Pet Sematary                                                 | Cimitirul animalelor                       | 1983 | roman                    | 416  | World Fantasy Award nominee, 1984                                                  |
| Cycle of the Werewolf                                        |                                            | 1983 | nuveletă                 | 127  | Illustrated by Bernie Wrightson                                                    |
| The Talisman                                                 | Talismanul                                 | 1984 | roman                    | 646  | Written with Peter Straub World Fantasy and Locus Awards nominee, 1985 +           |
| Thinner                                                      |                                            | 1984 | roman                    | 309  | ca Richard Bachman                                                                 |
| Skeleton Crew                                                |                                            | 1985 | colecție                 | 512  | +                                                                                  |
| The Bachman Books                                            |                                            | 1985 | colecție                 | 692  |                                                                                    |
| It                                                           | Orașul bântuIT                             | 1986 | roman                    | 1142 | British Fantasy Award winner, 1987; Locus and World Fantasy Awards nominee, 1987 + |
| The Eyes of the Dragon                                       | Ochii dragonului                           | 1987 | roman                    | 326  | +                                                                                  |
| The Dark Tower II: The Drawing of the Three                  | Alegerea celor trei                        | 1987 | roman                    | 400  |                                                                                    |
| Misery                                                       | Misery                                     | 1987 | roman                    | 320  | World Fantasy Award nominee. 1988                                                  |
| The Tommyknockers                                            |                                            | 1987 | roman                    | 558  |                                                                                    |
| Nightmares in the Sky                                        |                                            | 1988 | non-fiction              | 128  |                                                                                    |
| The Dark Half                                                | Jumătatea întunecată                       | 1989 | roman                    | 431  |                                                                                    |
| The Stand: The Complete & Uncut Edition                      | Apocalipsa                                 | 1990 | roman                    | 1152 | +                                                                                  |
| Four Past Midnight                                           | La miezul nopții                           | 1990 | colecție                 | 763  |                                                                                    |
| The Dark Tower III: The Waste Lands                          | Ținuturile pustii                          | 1991 | roman                    | 512  |                                                                                    |
| Needful Things                                               | Lucruri prețioase                          | 1991 | roman                    | 690  |                                                                                    |
| Gerald's Game                                                | Jocul lui Gerald                           | 1992 | roman                    | 352  |                                                                                    |
| Dolores Claiborne                                            | Dolores Claiborne                          | 1992 | roman                    | 305  |                                                                                    |
| Nightmares & Dreamscapes                                     |                                            | 1993 | colecție                 | 816  |                                                                                    |
| Insomnia                                                     |                                            | 1994 | roman                    | 832  | +                                                                                  |
| Rose Madder                                                  |                                            | 1995 | roman                    | 432  | +                                                                                  |
| The Green Mile                                               |                                            | 1996 | roman                    | 400  |                                                                                    |
| Desperation                                                  |                                            | 1996 | roman                    | 704  | +                                                                                  |
| The Regulators                                               |                                            | 1996 | roman                    | 480  | ca Richard Bachman +                                                               |
| The Dark Tower IV: Wizard and Glass                          | Vrăjitorul și globul de cristal            | 1997 | roman                    | 787  | Locus Award nominee, 1998                                                          |
| Bag of Bones                                                 |                                            | 1998 | roman                    | 529  | British Fantasy Award winner, 1999 +                                               |
| Storm of the Century                                         |                                            | 1999 | screenplay               | 400  |                                                                                    |
| The Girl Who Loved Tom Gordon                                |                                            | 1999 | roman                    | 224  |                                                                                    |
| Hearts in Atlantis                                           |                                            | 1999 | colecție                 | 528  | +                                                                                  |
| On Writing                                                   |                                            | 2000 | non-fiction              | 288  |                                                                                    |
| Secret Windows                                               |                                            | 2000 | non-fiction              | 433  |                                                                                    |
| The Plant                                                    |                                            | 2000 | unfinished serial e-book |      |                                                                                    |
| Dreamcatcher                                                 |                                            | 2001 | roman                    | 620  |                                                                                    |
| Black House                                                  |                                            | 2001 | roman                    | 625  | Sequel to The Talisman Written with Peter Straub +                                 |
| Everything's Eventual                                        |                                            | 2002 | colecție                 | 464  | +                                                                                  |
| From a Buick 8                                               |                                            | 2002 | roman                    | 368  | +                                                                                  |
| The Dark Tower: The Gunslinger: Revised and Expanded Edition |                                            | 2003 | roman                    | 256  |                                                                                    |
| The Dark Tower V: Wolves of the Calla                        | Turnul Întunecat V: Lupii din Calla        | 2003 | roman                    | 714  | Locus Award nominee, 2004                                                          |
| The Dark Tower VI: Song of Susannah                          | Turnul întunecat VI: Cântecul lui Susannah | 2004 | roman                    | 432  | Locus Award nominee, 2005                                                          |
| The Dark Tower VII: The Dark Tower                           | Turnul Întunecat VII: Turnul Întunecat     | 2004 | roman                    | 845  | British Fantasy Award winner, 2005                                                 |
| Faithful                                                     |                                            | 2004 | non-fiction              | 432  | Written with Stewart O'Nan                                                         |
| The Colorado Kid                                             |                                            | 2005 | roman                    | 184  |                                                                                    |
| 'Salem's Lot: Illustrated Edition                            |                                            | 2005 | roman                    | 600  | 30th anniversary edition, photographs by Jerry Uelsmann +                          |
| Cell                                                         | Mobilul                                    | 2006 | roman                    | 355  |                                                                                    |
| Lisey's Story                                                |                                            | 2006 | roman                    | 528  | World Fantasy Award nominee, 2007                                                  |
| Blaze                                                        | Blaze                                      | 2007 | roman                    | 304  | ca Richard Bachman                                                                 |
| Duma Key                                                     | Duma Key                                   | 2008 | roman                    | 611  |                                                                                    |
| Just After Sunset                                            | La asfințit                                | 2008 | colecție                 | 367  |                                                                                    |
| Stephen King Goes to the Movies                              |                                            | 2009 | colecție                 | 592  |                                                                                    |
| Under the Dome                                               | Sub Dom                                    | 2009 | roman                    | 1074 |                                                                                    |
| Blockade Billy                                               |                                            | 2010 | nuvelă                   | 112  |                                                                                    |
| Full Dark, No Stars                                          |                                            | 2010 | colecție                 | 368  |                                                                                    |
| Mile 81                                                      |                                            | 2011 | e-book                   | 80   |                                                                                    |
| 11/22/63                                                     | JFK 22.11.63                               | 2011 | roman                    | 849  |                                                                                    |
| It: The 25th Anniversary Special Edition                     |                                            | 2011 | roman                    |      |                                                                                    |
| The Dark Tower: The Wind Through the Keyhole                 | Turnul Întunecat: Vântul prin gaura cheii  | 2012 | roman                    | 336  |                                                                                    |
| Dr. Sleep                                                    | Doctor Sleep                               | 2013 | roman                    |      | Sequel to The Shining                                                              |